# Каубои и извънземни
„Каубои и извънземни“ (на английски: Cowboys & Aliens) е от 2011 г. американски-научнопопулярен екшън филм – уестърн, режисиран от Джон Фавро и с участието на Даниел Крейг, Харисън Форд и Оливия Уайлд. Филмът е базиран на графичния роман със същото име, създаден от Скот Мичъл Розенберг 2006 година. Парцелът се върти около един странник без спомен за миналото си Даниел Крейг и мистериозен пътник Оливия Уайлд, които трябва да се съюзят, за да спасят група от граждани отвлечени от извънземни. Сценарият е написан от Роберто Орси, Алекс Курцман, Деймън Линдлоф, Марк Фъргюс и Хълк Озби, въз основа на историята на екран от последните две заедно със Стив Ойдекърк. Филмът е продуциран от Брайън Грейзър, Рон Хауърд, Курцман, Орси и Розенберг, със Стивън Спилбърг и Фавро служат като изпълнителни продуценти.

### Сюжет
Внимание:  Текстът по-долу разкрива сюжета на произведението (или части от него)!
През 1873 г. в Ню Мексико непознат самотник се събужда ранен в пустинята без спомен и с един странен метален предмет на китката си. Той се скита в град Абсолюшън, където проповедник Мичъм лекува раната му. Шериф Тагарт познава странника Джейк, който е обвинен за убийството на жена си и се опитват да го арестуват. Джейк бие хайката изпратена да го отведе в затвора и почти се изплъзва, но една жена на име Ела го нокаутира. Тагарт подготвя за транспортиране както Джейк така и доста пияния обвинен за стрелба по човек Пърси Долархайд до Санта Фе за изпитване. Бащата на Пърси, полковник Удроу Долархайд, изисква Пърси да бъде освободен. Той също иска и Джейк да бъде освободен, тъй като Джейк е откраднал злато от него преди да получи амнезията. По време на безизходица, извънземни кораби започват да атакуват града. Пърси, шерифът и други от местните хора са отвлечени от дълги, камшици като пипала висящи от дъното на корабите. Мистериозното оръжие на китката на Джейк внезапно се отваря и се превръща в оръжие; Джейк сваля едно извънземно и атаката от извънземни спря но, това бе само началото. Долархайд, Ела и други граждани образуват екип, който проследява извънземните. В същото време, Джейк пътува и попада на една изоставена къща и, в ретроспекция си развръща паметта като му се появяват откъси как си е дошъл у тях с чувалче злато, което е било мръсно злато откраднато и в един момент извънземни атакуват къщата му и отвличат жена му на име Алис и парите им. Джейк се обединява с екипа като продължават пътуването в търсене на главния кораб на извънземните. По време на вечерта, групата попада на изоставен преобърнат кораб далеч от всякаква вода. Те лагеруват там и през нощта малкият син на Тагарт попада на едно извънземно Мичъм жертва себе си, за да спаси Емет, внука на Тагарт. До сутринта, повечето от хайката са избягали и тези, които са останали са нападнати от бившата банда на Джейк. Джейк, който бе откраднал плячката на бандата след последният им обир, се опитва да си върне контрола, но това бе без успех. Извънземните започват да ги атакуват отново и Ела заловена от един извънземен пилот. Джейк скача на извънземния кораб и го сваля в реката. Ела бе ранена и след време почина. Останалите са заловени от Chiricahua Apache местни американци, които ги обвиняват за чужди атаки. След като Ела почина трупът бе изхвърлен в огъня и вследствие тя възкръсна отново. Ела разкрива, че е от друга раса, която също е била унищожена от същите извънземни и е дошла на тази земя за да помогне на тези хора и да сложи край на всичко това. Извънземните, които добиват злато и отвличат хора за провеждане на експерименти, за да намерят слабото място на хората са много по-силни и трайни, отколкото хората, и имат високо технологични оръжия, но не са неуязвими. Те могат да бъдат да бъдат убивани с оръжието на китката на Джейк с един зрив като се прицели в тях. Ела казва, че извънземните, които преди това ги нападнали са само скаути. Тя също така твърди, че Джейк крие тайната за местонахождението на извънземните и твърди, че те трябва да победят извънземните преди нашествениците да унищожат целия живот на земята. Джейк си спомня и твърди, че жена му Алис е била убита докато са и правили експерименти докато той е стоял до нея но той успял да избяга и да вземе оръжието, което автоматично се прикрепило към китката му. Той също помни местоположението на базата на операциите на извънземните. Въоръжени с това знание, групата, сега водена от Долархайд, се подготвя за атака на извънземния заземен кораб-майка. В същото време, Джейк се връща към старата си банда за да ги убеждава да се присъединят към борбата. След като бандата им се съгласява започва битката между „Каубой и Извънземни“. Битката започна и Джейк и Ела влязоха в кораба на извънземните и освобождават пленниците, но Джейк е заловен. Долархайд го спасява и двамата мъже трябва да избягат от кораба в който бе убита и жената на Джейк, Алис. Докато въоръжените мъже за спасяването на земята се бият с всички сили докато не победят Ела се жертва като взима оръжието на Джейк и въвежда опция за взривяване на оръжието тя отива в ядрото на кораба за да го взриви завинаги. С цялостното унищожение на главния кораб на извънземните заловените хора, които бяха освободени си припомнят миналото и започват наново. Все още издирваният мъж Джейк решава да напусне градът макар че шерифа и всички останали граждани твърдят официално че е загинал в битка. Гражданите на градчето имат намерение да възстановят своя град и да започнат начисто.

## Актьорски състав
| Актьор        | Роля                      |
| ------------- | ------------------------- |
| Даниел Крейг  | Джейк Лонерган            |
| Харисън Форд  | Полковник Удроу Долархайд |
| Тоби Хъс      | Рой Мърфи                 |
| Уолтън Гогинс | Хънт                      |
| Сам Рокуел    | Док                       |
| Оливия Уайлд  | Ела Свенсон               |
| Кланси Браун  | Мичъм                     |
| Ноя Рингер    | Емет Тагарт               |
| Пол Дано      | Пърси Долархайд           |